# V444 Андромеды
V444 Андромеды (лат. V444 Andromedae) — двойная затменная переменная звезда типа W Большой Медведицы (EW) в созвездии Андромеды на расстоянии приблизительно 3767 световых лет (около 1155 парсеков) от Солнца. Видимая звёздная величина звезды — от +13,74m до +13,04m. Орбитальный период — около 0,4688 суток (11,251 часов).

## Характеристики
Первый компонент — жёлто-белая звезда спектрального класса F. Радиус — около 1,75 солнечного, светимость — около 7,267 солнечных. Эффективная температура — около 7172 K.
Второй компонент — жёлто-белая звезда спектрального класса F.